# Mandø
 Mandø eller Manø er en 7,63 km² dansk tidevandsø i Vadehavet mellem Rømø (mod syd) og Fanø (mod nord), der indtil inddigningen i 1937 var en hallig. I 2023 havde øen 31 indbyggere, og disse bor i Mandø By, der er beliggende på den vestlige del af øen. Låningsvejen, der forbinder Mandø med Vester Vedsted i Jylland, er offentlig og kan benyttes, hvis man kender tidevandet og ved, hvornår der er lavvande.
Navnet Mandø er optegnet tilbage til begyndelsen af 1200-tallet med den ældste stavemåde værende Mannæø, øens navn betyder angiveligt "mændenes ø".
Øens beliggenhed har udsat den for adskillige stormfloder gennem historien, og disse har været med til at forme og omforme øen flere gange. Som følge af stormflodernes blivende trussel mod øen er der gennem årene blevet bygget flere diger, for at sikre denne mod havet, og i vore dage er der dige næsten hele vejen rundt om øen.
I 1970 blev Mandø Kommune optaget i Ribe Kommune, og øen blev fra 2007 en del af Esbjerg Kommune. Mandø udgør et eget sogn, Mandø Sogn, og øens nuværende kirke er opført i 1639 og efterfølgende restaureret i 1727 (efter endnu en stormflod). Det er den tredje kendte kirke på Mandø. Sognet betjenes af præsten fra Vester Vedsted, og i 2022 og 2023 var Mandø Sogn det eneste sogn i Danmark, hvor samtlige indbyggere var medlem af folkekirken.
Mandø har status som vildt- og naturreservat og har siden 2010 været en del af Nationalpark Vadehavet, hvor Mandø er placeret omtrentlig i midten af denne Nationalpark. Nationalpark Vadehavet er tillige en af de danske lokaliteter, der er optaget på UNESCOs verdensarvsliste.
Indtil 1996 gik øens børn i skole på selve Mandø, men det år blev skolen nedlagt og i stedet blev Mandø Centret etableret. De tidligere skolebygninger bruges nu til lejrskole, hotel, restaurant og naturmuseum.

## Mandø By
Bebyggelsen på øen er koncentreret omkring Mandø By, som er beliggende på en klitrække på øens vestligste og højeste punkt.
Af faciliteter er der Brugsen, Mandø Centret, cáfe, campingplads og Bed & Breakfast.
Mange af landsbyens beboere er pensionister, og for de erhvervsaktive er turismen den væsentligste indtægtskilde. Børnene fra Mandø går i skole på Vadehavsskolen i Egebæk-Hvidding og kører hver dag med traktorbussen til fastlandet. 
Øens eneste butik Brugsen har et bredt udvalg af dagligvarer og fungerer også som et uofficielt turist-informationskontor. Mange af de gamle huse i Mandø by er heller ikke længere helårshuse, men er købt af efterkommere efter mandøboere og bruges som sommerhuse.
I ældre tid udgjorde landbrug øens vigtigste næringsvej. Befolkningstallet har gennem det sidste århundrede været i tilbagegang, og antallet af fastboende ligger nu på omkring 30, men sommerhusbebyggelsen og turismen udgør en vis kompensation for det faldende befolkningstal. En del af dem, der har landbrug, har andet arbejde ved siden af som f.eks vedligeholdelse af faskiner, kirketjener, hjemmehjælper eller lignende. Antallet af heltidslandbrug er faldet fra ca. 25 i 1970 til ét i 1997.

## Koresand
Den ca. 20 km² store sandbanke Koresand  i Vadehavet sydvest for Mandø, strækker sig mod syd til Juvre Dyb ved Rømø. Den er er nutidigt eksempel på et højsand i vækst hen imod en mulig udvikling af en barriere-klitø.
Koresand er ved flod en ø, men bliver ved ebbe landfast med Mandø. Man kan være på sandbanken i omkring tre timer, inden højvandet afskærer Koresand fra Mandø og Mandø fra fastlandet. På den sydlige del ned mod Juvre Dyb ved Rømø er der et sælreservat, hvor man på afstand med kikkert kan observere sælerne.

## Mandø Kirke
Mandø Kirke, bygget 1639, restaureret 1727 er en langhusbygning af munkesten med et vest for liggende våbenhus fra 1728. Kirken og kirkegården ligger på et værft for at at sikre den under højvande. Der var en fastboende præst på øen indtil 1996, hvor præsteembedet blev slået sammen med Vester Vedsted. Præsten for Mandø og Vester Vedsted sogne bor i Vester Vedsted, og den gamle præstegård på Mandø er solgt som sommerhus.

## Trafik
Den gamle, med grene afmærkede, Ebbevej (hvor færdsel kræver speciel tilladelse) stammer fra Ribedigets opførelse i 1914. Det er hændt flere gange, at bilister, uden at kende til ebbe og flod er blevet overrasket af det pludselige højvande.
Indtil 1960'erne var der fragtsejlads til Mandø, især med vejmaterialer, brændsel og kraftfoder til kreaturer og får. I flere år sørgede everten "Karen af Mandø" (bygget 1924) for søtransporten til øen. Lægteren var fladbundet og kunne dermed hvile på havbunden ved ebbe, så det var muligt med heste og traktorvogne at komme ud til skibet. "Karen", bygget på Esbjerg Skibsværft i 1924 til sejlads på Mandø, havde en bund af egetræ.
Ved Ribediget vest for Vester Vedsted begynder den offentlige vej Låningsvejen (fuldført 1978). Lige før Mandø kører man ind på den asfalterede vej "Riberampen", som er kørselsvejen gennem bydiget bygget i 1887. Rampen kan i tilfælde af stormflod lukkes med planker og sandsække. 
Låningsvejen med grus er hævet ca. 75 cm. over havbunden er offentlig og kan benyttes, hvis man kender tidevandet og ved, hvornår der er lavvande, og det tager cirka 20 minutter at passere den. Vejen er sikret gennem landvindingsaktiviteter, dvs. ved faskinlåninger på begge sider. Ved Mandø er forskellen på høj- og lavvande ca. 1,75 meter. Vejen bliver løbende vedligeholdt, da den nogle steder synker bl.a. på grund af mose og tørvelag under sandbunden. Vejnettet på øen er begrænset til "hovedvejen" til Mandø By samt digevejen, som følger diget øen rundt. 
Låningsvejen giver normalt mulighed for kørsel 2 gange i døgnet i kortere eller længere tid. Alt er afhængigt af tidevandet. Måne og vind bestemmer over ebbe og flod. Ebbe og flod rykker ca. 45 min hvert døgn. 
Ved kirken er der anlagt en helikopterlandingsplads. Helikoptertransport anvendes i nødstilfælde, hvis øen på grund af is eller storm er blevet isoleret, eller hvis en sygetransport til fastlandet skal foretages hurtigt.

## Historie
På den ene sidevæg i Mandø Kirke hænger der 10.000 år gamle rensdyrtakker fundet på et højsand vest for øen. Dengang var der fastland og tørt langt ud i Vesterhavet ca. 2-300 km ud fra kysten.
Ingen ved ved med sikkerhed, hvor længe Mandø har eksisteret. Mandø nævnes første gang 1231 i Kong Valdemars Jordebog, men har eksisteret længe før den tid. Man ved, at der boede mennesker på Mandø i starten af 1300-tallet. 1340 blev Mandø Kirke optegnet i en oversigt over kirker i Ribe Stift.
Den første bebyggelse på Mandø lå på den del, som i nutiden kaldes Gammel Mandø. Her var der tidligt en kirke og en landsby. Gammel Mandø er den del af øen, man fra fastlandet først ankommer til, når man passerer ind over havdiget. I dag er der intet tilbage af den tidligere landsby, og området henligger som marker og enge.
I 1558 hærgede en voldsom stormflod, og Mandø by, der dengang lå på den nordligste del af Mandø, blev oversvømmet. Stormfloden ”kløvede” Mandø i to større øer ved den såkaldte ”Store Lo”, og beboerne byggede deres nye ejendomme på den sydligste af de to øer, "Ny Mandø", i nærheden af klitrækken mod vest.
Sagnet fortæller, at 7 mænd, som tilfældigvis arbejdede med høet inde i Mandø Hølade på fastlandet, overlevede stormfloden i 1558. De 7 mænd fandt i Ho og på Fanø deres nye koner og flyttede kort tid efter tilbage til Mandø. Der er formodninger om, at navnet Mandø opstod på grund af ovennævnte episode.
Kirken på Gammel Mandø forsvandt fuldstændig ved stormfloden, ikke engang soklen stod tilbage. I stedet opførtes en ny på Ny Mandø i 1570.
Det har ikke altid været enhver mands ret at samle østers i Vadehavet. I 1587 udsendte Frederik 2. et åbent brev, hvori han krævede eneretten til alle østers i Vadehavet. Brevet afsluttes med at notere, hvorledes man kunne forvente dødsstraf, hvis man dristede sig til at indsamle de kongelige østers. Frederik II's monopol varede indtil 1676, hvor retten til østers i Vadehavet overgik til Schackenborg Gods.
Stormfloden den 11. oktober 1634 spredte død og ødelæggelse syd for Mandø, og store dele af øen blev oversvømmet, men ingen mistede livet. Kun kirken blev igen ødelagt, og i 1639 blev der igen bygget en ny kirke.
Indtil 1700-tallet var ingen af øens marker inddiget. Beboerne oplevede ofte, at en tidlig efterårsstormflod skyllede hele høhøsten bort.
I 1652 boede der på øen ca. 130 mennesker, og da det var svært at leve af landbruget alene, begyndte en del af beboerne at supplere med fiskeri, hvilket skabte en positiv udvikling for øen.
I 1727 blev Ny Mandøs tredje kirke, den nuværende kirke bygget.
Mandø havde været kronens gods indtil 1741, hvor øboerne købte den for 864 rigsdaler og var nu forpligtet til selv at skulle betale præstens løn og vedligeholde kirken. Man fik endvidere rettighederne til jagt og strandingsgods. Renden øst om Mandø var efterhånden sandet helt til, og det var nu muligt at nå fastlandet til fods eller hest. Vejen blev afmærket med riskoste hvert forår.
Fra midten af 1700-tallet til omkring 1900 var skibsfart øens vigtigste erhverv. Erfaringen fra fiskeriet gjorde, at mændene tog job som matroser, styrmænd og kaptajner på skibe verden over, og landbruget blev overladt til kvinderne. De mange storme medførte en kraftig sandflugt fra klitterne i vest. Kvinderne byggede derfor et dige omkring et 60 ha stort område øst for byen som et værn mod de gentagne oversvømmelser. I digerne lavede kvinderne små sluser af træ til afvanding af agrene. Diget var ca. 180 cm højt og lå 3 meter over daglig vande. Men klitrækkerne mod vest, som skulle beskytte indbyggerne, led hårdt under den kraftige sandflugt, der fulgte i hælene på stormene, som ramte området. I 1870'erne tilplantede man klitterne med hjelmgræs for at komme denne sandflugt til livs. I samme periode opførtes ”Toftegårdsdiget”, der inddæmmede i alt 118 ha, som blev fordelt blandt øens 47 lodsejere.
I 1776 blev øens første skole bygget, og den bestod af et skolehus med degnebolig. Fra 1819 blev øens præst enelærer. I 1884 blev skolen udvidet med en skolestue mere.

### 1800-tallet
I 1801 registrerede folketællingen 97 personer, men der kan da have være 204 tilknyttet øen.
I 1820 fik Mandø sin første mølle. Indtil da blev kornet kørt til fastlandet og malet i Skallebæk Mølle nær Seem, hvilket var meget besværligt. Den første mølle blev opført som en stubmølle, men den var vanskelig at håndtere, og allerede 10 år efter blev den nuværende vindmølle, en såkaldt hollandsk mølle opført.
Efter stormfloden i 1881, som gennembrød Toftegårdsdiget, voksede ønsket om et højere og mere stabilt bydige, og i 1887 blev der inddæmmet ca. 150 ha. Opførelsen af bydiget bevirkede, at indbyggertallet steg, og omkring 1890 havde den lille vadehavsø 262 indbyggere, 92 levede af jordbrug, 59 af skibsfart, 22 af industri og 13 af handel. Der var en købmand, en kromand, to smede, en bager og en snedker.
I 1885 udbyggedes den eksisterende skole og præsten, som stod for undervisningen, fik nu assistance af en vinterlærerinde.
Syd for Mandø by står der en mindesten om Baunsbjerget, eller Bål-bjerget, der ligger bag stenen. I gamle dage, før telefonen kom til øen i 1889, tændte man bål på denne klit. Bålet betød, at mandøboerne savnede lægehjælp og fra Vester Vedsted sendte man en båd afsted med den ønskede læge. Ligeledes baunede man også fra fastlandet, når sømændene vendte hjem til jul. Man signalerede så fra Mandø med et bål som svar på, at en båd var sendt af sted efter de ventende søfolk.
Den eneste postforbindelse til omverdenen var, når beboerne skulle til fastlandet. Fra 1870 gik en post to gange ugentlig til fastlandet, og i 1874 blev denne ordning udvidet med daglig postforbindelse til Vester Vedsted. Samtidigt forpligtede postvæsenet sig til at have en båd i reserve, så højvandet ikke blev en forhindring. I 1889 blev der åbnet op for yderligere forbindelse til omverdenen med opførelsen af en lokal telefoncentral.
I 1897 blev mejeriet indviet, og produktionen bestod af mælken fra øens godt 100 malkekøer, fordelt på 35 andelshavere. Omkring år 1900 flyttede mange fra øen, da sejladsen ophørte, og i 1928 levede beboerne hovedsageligt af øen 28 landbrug.
I 1899 blev den nye skole med to klasseværelser samt bolig til andenlæreren bygget, og i 1907 fik man en læge, der boede på øen fra december til marts.

### 1900-tallet
Omkring 1900 opførte øens beboere forsamlingshuset, som senere ombygget til kro. Den er blevet renoveret flere gange, men er holdt i den oprindelige stil.
I 1912 blev øens redningsstation bygget. 1920 forliste fiskekutteren Valborg af Fanø ved Mandø. Redningsstationens aktion redede kutterens besætning på to. 1961 blev redningsstationen nedlagt.
Under 2. verdenskrig var der en tysk flymeldepost, der skulle afsløre allierede fly. Posten havde et trætårn med en kikkert, og mandskabet boede i barakker. Mandø blev også brugt som rekreationssted for soldater, der havde været ved Østfronten under 2. verdenskrig.
I 1943 blev skolen udvidet med gymnastiksal, skolekøkken, sløjdlokale og bibliotek. 1946 fratrådte præsten som lærer, og der blev ansat en førstelærer og en lærerinde. 1964 bliver præsten igen førstelærer. 1977 havde skolen 16 elever.
I 1952 fik Mandø sit eget elektricitetsværk. Mandøboerne havde indtil da været tvunget til at bruge petroleumslamper. Elektricitetsværket blev lukket i 1971, da der blev lagt elkabel fra fastlandet til øen. Elværkets bygning findes stadig på øen og bruges i dag som sommerhus.
Indtil 1960’erne var der fragtsejlads til Mandø med vejmaterialer, brændsel og kraftfoder til kreaturer og får. I flere år sørgede everten ” Karen af Mandø” (1924) for søtransporten til øen. Skibet var fladbundet, og det var mulig for heste og traktorer at komme ud til skibet.
I 1962 blev der foretaget en udskiftning, hvorved de fleste ejendomme fik samlet de parceller, de havde rundt omkring på øen, til større enheder. 1967 ophørte mejeriet med at levere konsummælk, men smørproduktionen fortsatte. Mejeriet lukkede i 1971 og er nu genopbygget på frilandsmuseet Hjerl Hede. Det er fuldt monteret med maskiner, således at der kan fremstilles almindelige mejeriprodukter.
I 1965 købte Mandøsamfundet et hus på Mandø, bygget 1839 og som tidligere havde været skipperhjem. Huset er stadig indrettet som på opførselstidspunktet og er nu Mandøs hjemstavnsmuseum, hvor gæsterne får et indtryk af livet på øen i 1800-tallet.
Mandøs grundvand har altid haft en dårlig kvalitet, og i 1971 blev det påbudt, at drikkevandet skulle koges. 1978 blev der nedgravet en vandledning fra fastlandet til øen.
Stormfloden i 1981 forårsagede så omfattende digebrud og oversvømmelser, at vandet ødelagde både hav- og bydiget. Næsten hele Mandø stod under vand – 200 får og 18 kreaturer druknede. Det lykkedes ikke at drive dyrene hjem, da de ikke ville gå op imod den hårde vind. Diget blev forstærket efter stormen, og øen er nu beskyttet af hav- og bydige. Siden er der kun opstået mindre huller i diget. Under orkanen og stormfloden december 1999 var situationen dog meget kritisk.
I 1996 blev skolen nedlagt, og Mandø Centret blev etableret. De tidligere skolebygninger bruges nu til lejrskole, hotel, restaurant og naturmuseum.
Den 18. juni 2010 væltede en traktortrukket turistvogn i et meter bredt og 50 cm dybt hul i Vadehavet mellem Mandø og Koresand. Tre blev dræbt og 36 kvæstedes. Hullet er sandsynligvis opstået i forbindelse med vinterens isskruninger. Hullet er så senere blevet fyldt op med materiale, som er løsere lejret end det omkringliggende materiale.

## Geografi og geologi
Mandø var i sin oprindelige form dannet af småøer, der ved digebygning er blevet til en sammenhængende ø. Mod vest har to systemer dannet en buet kyst, hvor flyvesand har skabt to rækker klitter. Rundt om hele øens kyster er der mange eksempler på havaflejringer, nedbrydning og marskdannelser.
Øen er beskyttet af et havdige næsten hele vejen rundt om den 7,63 km² lille ø. En enkelt klitrække med op til 12 m høje klitter giver indbyggerne i Mandø By beskyttelse mod havet fra vest. Hovedparten af den inddigede marsk ligger som vedvarende græs, der i sommerhalvåret afgræsses af bl.a. kvæg fra fastlandet.
Sydvest for øen ligger højsandet Koresand. Et højsand er et område, der som regel ikke er oversvømmet ved højvande. Mandø har altid hørt til Danmark. Fra 1864 til 1920 gik statsgrænsen mellem Mandø og Rømø. Afstanden fra Vester Vedsted på fastlandet til Mandø by er 11 km, heraf ca. 6 km gennem Vadehavet.
Med sin beliggenhed midt i Vadehavet har Mandø altid været udsat for storme og oversvømmelser. Formodentlig ved en stormflod i 1558 blev Mandø oversvømmet og delt i 2 øer, og efter den store stormflod i 1634 flyttedes byen fra Gammel Mandø til placeringen ved klitterne på Ny Mandø. Mandø bestod gennem flere århundrede af 2 øer, men efterhånden aflejredes der så meget klæg og sand mellem øerne, at de i dag igen udgør en ø.
Stormflodsøjlen vest for  redningsstationen  fortæller om Mandøs nærkontakt med det ikke altid fredelige Vadehav. Mange gange gennem århundrederne er havet skyllet ind over øen. Stormfloden 1909 var kun 2 tommer (ca. 5 cm) fra at gå over havdiget. På søjlen er årene 1936, 1923, 1968, 1909, 1911, 1928, 1976, 1981, 1999 og 1634 afsat nedefra og op. Den nuværende stormflodssøjle er opsat i 1959.
Mod sydvest på "Gammel Mandø" ligger Mandø By. Gammel Mandø og Ny Mandø var oprindeligt to øer, men er i tidens løb vokset sammen. Begge lignede Koresand, men er senere blevet tilvokset med planter og endt som egentlige øer. Langs med Låningsvejen sørger faskiner i slikgårde for, at der dannes mere land. Mod vest udenfor klitterne vokser øen, og det samme sker mod øst. Den største risiko for indtrængende vand er mod sydøst, hvor der kan være erosion og dermed også den største fare for digebrud under stormfloder. Mandøs "wheele", en lokal betegnelse for stormflodshuller som blev inddiget for at gøre området dyrkbart igen.
Ved slusen midt på øens østside går drænvandet ud i havet. Slusen er halvautomatisk, og højvandet lukker selv portene. Havet omkring Mandø er overalt fladt og kan kun et enkelt sted besejles af mindre både.

## Natur
På Mandø findes der store koncentrationer af trækfugle og ynglende engfugle. Øens natur er sårbar, derfor bør færdsel på øen altid ske under stor hensyntagen til dyrelivet. Besøgende skal således ikke gå for tæt på rugende fugle eller fugleflokke, der raster, men nyde fuglene på afstand. Gæster skal naturligvis også respektere de opsatte skilte og vejledninger såsom at blive på veje, stier og på vaden og undgå i ynglesæsonen at færdes på steder med vegetation. Gode muligheder for fugleobservationer er ved Skællebankerampen, Slusen og Sønderrampe. 
Mandøs ekstensive landbrug med vedvarende græs gør øen til en værdifuld yngle- og rastelokalitet for mange fuglearter. Græsmarkerne har til forskel fra f.eks. kornmarker et rigt insektliv og dermed rigelig føde til fuglenes unger. 
Mandø er på grund af sin beliggenhed en vigtig rasteplads især for svømme- og vadefugle under trækket og et vigtigt yngle- og overvintringsområde. Der er et rigt fugleliv med flere tusinde par ynglende fugle, og øen har nogle af Danmarks største enkeltbestande af strandskader på ca. 1000 par fugle og stor kobbersnepper med 86 par i 2011. Af andre ynglefugle på øen er der mulighed for at observere rørhøg, klyde, havterne, knarand, skeand, vibe, rødben og nogle årbrushane og pibeand. I træktiden ses store forekomster af arktiske vadefugle som islandsk ryle, almindelig ryle, lille kobbersneppe, strandhjejle og stor regnspove. Øen tiltrækker endvidere flere gåsearter – især mørkbuget knortegås og i de senere år bramgås (sidstnævnte med omkring 10.000-12.000 rastende i foråret 2011).
Der er ræve og mosegrise, som man forøger at begrænse antallet af, grundet deres underminering af digerne. Af vildt er der harer og rådyr.
Fra diget i det nordøstlige hjørne af øen kan man ved lavvande og klart vejr, hvis man kigger i retning af møllerne i Tjæreborg (på fastlandet), se en sælbanke med op til hundrede sæler i ynglesæsonen. Sæljagt var i gamlle dage en almindelig måde at skaffe kød på. Der er endvidere muligt at observere sæler på Koresand. Udover føden er fred og ro det vigtigste for sælerne. Sælungerne omkring Mandø fødes sidt i juni og vejer ved fødslen ca. 10 kg. I løbet af de følgende 3-4 uger skal de have dannet et ca. 3 cm. tykt varmisolerende spæklag for at overleve den følgende vinter. Den kraftige vækststigning er mulig, da hunsælens mælk har et fedtindhold på op til 48 %. Da ungerne kun dier på land, er det livsvigtigt for dem, at der findes uforstyrrede liggepladser.
2010 indgik staten en jordfordelingshandel på øen, der betød, at et areal på 50 ha på den nordøstlige del af Mandø forblev uopdyrket og jagtfrit. Dræn blev fjernet og der blev skabt et mere fugtigt miljø til gavn for engfuglene. Det har haft en mærkbar positiv indflydelse på koncentrationen af fugle. Et af de mange synlige resultater er etableringen af en klydekoloni på 50-100 par. Den Danske Naturfond meddelte 1. november 2016, at de i samarbejde med Esbjerg Kommune og Nationalpark Vadehavet vil opkøbe mellem 350 og 550 hektar natur for at sikre og udvikle Mandøs natur, særlig med henblik på ynglende vadefugle og for at rastende fugle i træktiden får ro til at fouragere.

## Galleri
- Ebbe, øst for Mandø.
- Den gamle ebbevej.
- Dige med færist på Mandø før låningsvejen.
- Får på Mandø
- Flod, vest for Mandø.
- Ebbe, vest for Mandø.
- Digevejen følger diget øen rundt.
- Bramgæs, set fra Låningsvejen ved Mandø.
- Husmandssted fra 1838.
- Brugsen er Mandøs eneste dagligvarebutik
- Redningsstationen
- Mindesten for Dronning Dagmar ved redningsstationen

## Turisme
Øen besøges årligt af ca. 80.000 endagsturister. Fra Vadehavscentret ved Vester Vedsted er det muligt at køre med de traktordrevne busser, og den kører omkring 35.000 turister årligt. Man kan også vælge i egen bil at køre over låningsvejen (husk tidevandet).
Fra Mandø er der i sommertiden ture med traktorbus ud til sælbankerne på højsandet Koresand, der er en sandbanke mellem Mandø og Rømø.
Mandø Kirkes våbenhus har to hoveddøre som bruges alt efter hvilken vindretning der er. Kirken er udstyret med fire skibsmodeller, som minder om, at mange af øens beboere tidligere var søfolk. Kirken og kirkegården ligger på et værft, for at sikre den under højvande.
Restaurant Vadehavet Mandø har dobbeltværelser, kursusfaciliteter, ophold for lejrskoler, selskabslokaler og cafeteria. I samme bygning på første sal er der en permanent naturudstilling, som fortæller om øens historie, natur, stormfloder, diger, fugleliv med mere. Der oplyses endvidere om, hvordan det var – og er – at leve i et lille samfund, som 2 gange i døgnet er afskåret fra omverdenen. Udstillingen er åbent i Klithusets åbningstider og der er gratis entré.
Mandøpigen  har 4 ferielejligheder. Café Mandøpigen er indrettet i en tidligere lade, hvor man har bevaret væggenes rå strukturer og synlige loftsbjælker. Turbåden Mandøpigen har plads til 12 gæster. Der er en opvarmet kahyt og et toilet. Båden kan sejle og køre. Der er safariture fra Mandø og Kammerslusen vest for Ribe.
Øen har ca. 14 sommerhuse til udlejning og en mindre campingplads, som har åbent fra 1. april til oktober.
Ved ebbe er der om sommeren gode bademuligheder. Det er endvidere muligt selv at vandre til Koresand, hvor der gode badestrande og gode muligheder for at finde rav (husk ebbe og flod tiderne).
Øen har et rigt fugleliv, Særligt om foråret er der mulighed for at se store flokke af trækfugle, der søger føde på markerne og i vadehavet omkring øen. Med lidt held kan man se - eller snarere høre - den lille kobbersneppe. Dens fløjt lyder nærmest som et hestevrinsk. Den færdes på engene i små flokke og kan derfor være vanskelig at opdage.
Der er markerede vandre- og cykelstier og udsigt fra digerne. På den asfalterede 9 km lange digevej, kan man følge havdiget øen rundt.
Mandøhuset, som udgør Mandø Museum, er bevaret, som da det blev bygget i 1831 og er for størstedelen indrettet, som en skipperfamilie dengang boede. Husets østlige ende er indrettet til separatudstillinger som f.eks redningsvæsenets historie og strandinger på Mandø. Museet huser også øens lokalhistoriske arkiv.
Den nuværende Mandø Mølle fra 1832 er en fredet hollandsk vindmølle, som var i drift helt frem til 2. verdenskrig. Restaureringen i 2004-2008 blev gennemført med udgangspunkt i møllens tidligere udseende og funktion, med genanvendelse af originale dele.
I dag vil møllen være i stand til at male korn. Møllen ejes i dag af Mandøforeningen, der søger at bevare møllen som vartegn og turistmål. Et mølleudvalg forestår ved hjælp af frivillige, at skaffe midler til driften, bl.a. ved støttearrangementer og salg af souvenirs.
Den i 1912 oprettede redningsstation, som blev nedlagt 1961, ejes af Mandø Museum og har åbent i turistsæsonen. Den fungerede som redningsstation fra 1912 til 1961. Redningsstationen indeholder i dag en souvenirbutik, som er åben i turistsæsonen
Følger man stien forbi den gamle redningsstation, kommer man op på klitten til øens udsigtspunkt mod vest. Herfra er der, især ved solnedgang, en smuk udsigt over havet og vaderne. Neden for klitten står øens stormflodssøjle. Den angiver de højeste stormfloder. Det øverste mærke er fra stormfloden i 1634. Denne stormflod ødelagde byen på Gl. Mandø, hvorefter øboerne flyttede til de 10 m. høje klitter, hvor byen ligger i dag. Lige overfor redningsstationen står en mindesten over Dronning Dagmar (opsat i 1974), der her, i følge en gammel folkevise, i 1205 betrådte dansk jord for første gang.

## Kendte personer
- Johannes Eugenius Bülow Warming (født 3. november 1841 på Mandø, død 2. april 1924 i København), var en dansk botaniker og en hovedfigur i grundlæggelsen af den naturvidenskabelige disciplin økologi.
- Arthur Vaag, (24. juni 1896 – 29. august 1988). Han var fra 1927 til 1934 kommunelæge i Vágur på Færøerne og fra 1963 til 1983 læge på Mandø. I 1980'erne var han Danmarks ældste praktiserende læge. Fra 1930 til 1933 observerede han på Færøerne 31 tilfælde lungebetændelse og fandt årsagen var smitte overført fra mallemukken. I 1974 stod han bag opsættelsen af mindestenen for Dronning Dagmars landgang på Mandø i 1205.[28][30]
- Villum Benedikt Kann Rasmussen (født 23. januar 1909 på Mandø, død 24. august 1993 i Ordrup) var en dansk bygningsingeniør og grundlægger af V. Kann Rasmussen & Co, det senere VELUX. Begravet på Mandø Kirkegård.[31]